# Psalidognathus reichei
Psalidognathus reichei  (лат.) или псалидогнатус Рэйша - вид жуков-усачей, крупные прионины из Южной Америки рода Psalidognathus.

## Распространение
Вид обитает на территории Эквадора и Перу.

## Этимология
Вид назван по имени французского энтомолога Луи Рэйша (Louis Jérôme Reiche).
Название рода Psalidognathus является производным от греческих слов ψαλίδι (псалиди) — «ножницы» и γνάθος (гнатос) — «челюсти».
Соответственно, для любителей русской словесности Psalidognathus reichei это «ножницечелюстник Рэйша».